# Свифт, Греггмар
Греггмар Ориаль Свифт (англ. Greggmar Orial Swift, род. 16 февраля 1991, Бриджтаун) — барбадосский спринтер, участник летних Олимпийских игр 2012 года, бронзовый призёр Игр Центральной Америки и Карибского бассейна 2014 года, победитель летней Универсиады 2015 года.

## Спортивная биография
Заниматься бегом Свифт начал в 6 лет. В 2007 году Греггмар стал серебряным призёром CARIFTA Games в беге на 100 метров с барьерами в категории до 17 лет. В последующие три года Свифт один раз становился вторым и дважды третьим на этих Играх, но уже в возрастной группе до 20 лет. В 2010 году молодой барбадоссец стал чемпионом Центральной Америки и Карибского бассейна среди юниоров на дистанции 110 метров с барьерами, а также 8-м на молодёжном чемпионате мира.
На летних Олимпийских играх Свифт дебютировал в 2012 году в Лондоне. По итогам предварительного раунда в барьерном беге на 110 метров барбадосский спринтер выбыл из дальнейшей борьбы за медали. В своём забеге Греггмар занял 5-е место (в следующий раунд напрямую проходили 3 спортсмена), а для попадания в полуфинал по лучшему времени ему не хватило всего лишь 0,05 с. На чемпионате мира 2013 года в Москве Греггмар выступил довольно слабо. На предварительном раунде барбадоссец показал время 13,79 и занял в своём забеге лишь 7-е место. В 2014 году Свифт пробился в финал барьерного спринта на Играх Содружества, но занял там только 6-е место. В ноябре того же года Греггмар завоевал первую крупную взрослую награду, став бронзовым призёром Игр Центральной Америки и Карибского бассейна.
20 июня 2015 года на соревнованиях в родном Бриджтауне Свифт пробежал 110-метровку с барьерами за 13,33 с. Тем самым Греггмар выполнил квалификационный норматив и принёс Барбадосу лицензию для участия в летних Олимпийских играх 2016 года в Рио-де-Жанейро. В июле 2015 года Греггмар завоевал золотую медаль летней Универсиады в южнокорейском Кванджу. Спустя всего две недели после успеха на Универсиаде Свифт был близок к попаданию в тройку призёров на Панамериканских играх в Торонто. На финише решающего забега Греггмар показал время 13,28 с, что стало его новым личным рекордом. Однако этот результат позволил ему занять только 4-е место, уступив бронзовому призёру своему соотечественнику Шейну Брэтуэйту лишь 0,07 с. На чемпионате мира 2015 года в Пекине Греггмар с 9-м результатом среди всех спортсменов преодолел первый раунд, однако в полуфинале Свифт пробежал слабее и занял в своём забеге только 7-е место.

## Рекорды
- Рекорд Барбадоса в беге на 60 метров с барьерами в помещении — 7,54 с (14 февраля 2015,  Нью-Йорк).

## Личная жизнь
- Обучается в университете штата Индиана. Является многократным победителем легкоатлетических соревнований среди университетов США.